# Serie A1 1988-1989 (pallamano maschile)
La Serie A1 1988-1989 è stata la 20ª edizione del torneo di primo livello del campionato italiano di pallamano maschile.

Esso venne organizzato dalla Federazione Italiana Giuoco Handball.

Il torneo fu vinto dall'Ortigia Siracusa per la 3ª volta nella sua storia.

A retrocedere in serie A2 furono l'Handball Club Fondi e il Südtiroler Sportverein Bozen.

## Formula del torneo

### Stagione regolare
Il campionato si svolse tra 12 squadre che si affrontarono in una fase iniziale con la formula del girone unico all'italiana con partite di andata e ritorno.

Per ogni incontro i punti assegnati in classifica sono così determinati:
- due punti per la squadra che vinca l'incontro;
- un punto per il pareggio;
- zero punti per la squadra che perda l'incontro.

Al termine della stagione regolare si qualificarono per i play off scudetto le squadre classificate dal 1º al 7º posto; le squadre classificata dall'8º al 12º posto furono relegati ai play-out.

### Play off scudetto
Le squadre classificate dal 1º al 7º posto in serie A1 e la 1ª classificata di serie A2 alla fine della stagione regolare parteciparono ai play off scudetto, che si disputarono con la formula ad eliminazione diretta dei quarti di finale, semifinali e finali, al meglio di due gare su tre.
La squadra 1ª classificata al termine dei play off fu proclamata campione d'Italia.

### Play-out
Le squadre classificate dall'8º al 12º posto in serie A1 e le squadre classificate dal 2º al 4º in serie A2 alla fine della stagione regolare parteciparono ai play-out, che si disputarono con la formula ad eliminazione diretta in turno unico.

## Squadre partecipanti
| Città           | Club                          | Palasport | Sponsor            | Stagione precedente      |
| --------------- | ----------------------------- | --------- | ------------------ | ------------------------ |
| Bolzano         | Südtiroler Sportverein Bozen  |           |                    | 7ª in Serie A1 1987-1988 |
| Bressanone (BZ) | Südtiroler Sportverein Brixen |           | Gasser Speck       | 1ª in Serie A1 1987-1988 |
| Fondi (LT)      | Handball Club Fondi           |           | Sidis              | Serie A2 1987-1988       |
| Gaeta (LT)      | Sporting Club Gaeta           |           |                    | 3ª in Serie A1 1987-1988 |
| Imola (BO)      | Handball Club Imola 1973      |           | Filomarket         | 5ª in Serie A1 1987-1988 |
| Prato           | Pallamano Prato               |           |                    | Serie A2 1987-1988       |
| Rimini          | Pallamano Rimini              |           | Jomsa              | 8ª in Serie A1 1987-1988 |
| Rovereto (TN)   | Handball Club Rovereto        |           | Trentingrana       | 6ª in Serie A1 1987-1988 |
| Rubiera (RE)    | Pallamano Rubiera             |           | C.L.F.             | 9ª in Serie A1 1987-1988 |
| Siracusa        | Ortigia Siracusa              |           | Pasta Ferrara      | Campione d'Italia        |
| Teramo          | Teramo Handball               |           | Met Eur Interamnia | Serie A2 1987-1988       |
| Trieste         | Pallamano Trieste             |           | Cividin            | 4ª in Serie A1 1987-1988 |

## Classifica
|  | Pos. | Squadra          | Pt | G  | V  | N | S  | GF  | GS  | D   | Note                                        |
|  | ---- | ---------------- | -- | -- | -- | - | -- | --- | --- | --- | ------------------------------------------- |
|  | 1.   | Ortigia          | 34 | 22 | 16 | 2 | 4  | 467 | 407 | +60 | Qualificato alla Coppa dei Campioni 1989-90 |
|  | 2.   | Brixen           | 33 | 22 | 16 | 1 | 5  | 412 | 338 | +74 | Qualificato alla Coppa delle Coppe 1989-90  |
|  | 3.   | Trieste          | 32 | 22 | 15 | 2 | 5  | 458 | 394 | +64 | Qualificato alla IHF Cup 1989-90            |
|  | 4.   | Imola            | 27 | 22 | 12 | 3 | 7  | 455 | 433 | +22 |                                             |
|  | 5.   | Teramo           | 21 | 22 | 8  | 5 | 9  | 489 | 468 | +21 |                                             |
|  | 6.   | Rubiera          | 24 | 22 | 8  | 8 | 6  | 462 | 465 | -3  |                                             |
|  | 7.   | Gaeta            | 22 | 22 | 9  | 4 | 9  | 414 | 440 | -26 |                                             |
|  | 8.   | Prato            | 20 | 22 | 9  | 2 | 11 | 443 | 428 | +15 |                                             |
|  | 9.   | Rovereto         | 16 | 22 | 5  | 6 | 11 | 385 | 419 | -34 |                                             |
|  | 10.  | Pallamano Rimini | 12 | 22 | 4  | 4 | 14 | 465 | 512 | -47 |                                             |
|  | 11.  | Fondi            | 10 | 22 | 4  | 2 | 16 | 389 | 435 | -46 | Retrocesso in Serie A2 1989-90              |
|  | 12.  | Bozen            | 10 | 22 | 3  | 4 | 15 | 437 | 510 | -73 | Retrocesso in Serie A2 1989-90              |

## Play off scudetto

### Tabellone principale
|  | Quarti di finale | Quarti di finale | Quarti di finale | Quarti di finale | Quarti di finale |  |  | Semifinali | Semifinali | Semifinali | Semifinali | Semifinali |    |    | Finale | Finale  | Finale  | Finale | Finale |  |
|  |                  |                  |                  |                  |                  |  |  |            |            |            |            |            |    |    |        |         |         |        |        |  |
|  | 1                | Ortigia          | Ortigia          | 25               | 22               |  |  |            |            |            |            |            |    |    |        |         |         |        |        |  |
|  | 1A2              | Bologna 1969     | Bologna 1969     | 16               | 20               |  |  | 1          | Ortigia    | Ortigia    | 23         | 18         |    |    |        |         |         |        |        |  |
|  | 4                | Imola            | 22               | 21               | 22               |  |  | 4          | Imola      | Imola      | 18         | 18         |    |    |        |         |         |        |        |  |
|  | 5                | Teramo           | 22               | 21               | 21               |  |  |            |            |            |            |            |    |    | 1      | Ortigia | Ortigia | 16     | 21     |  |
|  | 2                | Brixen           | Brixen           | 20               | 26               |  |  |            |            | 2          | Brixen     | Brixen     | 13 | 17 |        |         |         |        |        |  |
|  | 7                | Gaeta            | Gaeta            | 12               | 19               |  |  | 2          | Brixen     | Brixen     | 19         | 21         |    |    |        |         |         |        |        |  |
|  | 3                | Trieste          | Trieste          | 18               | 17               |  |  | 3          | Trieste    | Trieste    | 18         | 18         |    |    |        |         |         |        |        |  |
|  | 6                | Rubiera          | Rubiera          | 17               | 16               |  |  |            |            |            |            |            |    |    |        |         |         |        |        |  |

### Risultati

#### Quarti di finale
| Squadra 1 | Squadra 2    | Gara 1     | Gara 2  | Gara 3  |
| --------- | ------------ | ---------- | ------- | ------- |
| Ortigia   | Bologna 1969 | Siracusa   | Bologna |         |
| Ortigia   | Bologna 1969 | 25 - 16    | 22 - 20 |         |
| Imola     | Teramo       | Imola      | Teramo  | Imola   |
| Imola     | Teramo       | 22 - 22    | 21 - 21 | 22 - 21 |
| Brixen    | Gaeta        | Bressanone | Gaeta   |         |
| Brixen    | Gaeta        | 20 - 12    | 26 - 19 |         |
| Trieste   | Rubiera      | Trieste    | Rubiera |         |
| Trieste   | Rubiera      | 18 - 17    | 17 - 16 |         |

#### Semifinali
| Squadra 1 | Squadra 2 | Gara 1     | Gara 2  | Gara 3 |
| --------- | --------- | ---------- | ------- | ------ |
| Ortigia   | Imola     | Siracusa   | Imola   |        |
| Ortigia   | Imola     | 23 - 18    | 18 - 18 |        |
| Brixen    | Trieste   | Bressanone | Trieste |        |
| Brixen    | Trieste   | 19 - 18    | 21 - 18 |        |

#### Finale 1º/2º posto
| Squadra 1 | Squadra 2 | Gara 1   | Gara 2     | Gara 3 |
| --------- | --------- | -------- | ---------- | ------ |
| Ortigia   | Brixen    | Siracusa | Bressanone |        |
| Ortigia   | Brixen    | 16 - 13  | 21 - 17    |        |

#### Finali 3º/4º posto
| Squadra 1 | Squadra 2 | Gara 1  | Gara 2  | Gara 3  |
| --------- | --------- | ------- | ------- | ------- |
| Trieste   | Imola     | Trieste | Imola   | Trieste |
| Trieste   | Imola     | 22 - 17 | 23 - 27 | 21 - 20 |

## Play-out
| Squadra 1        | Squadra 2         | Gara 1   | Gara 2            | Gara 3  |
| ---------------- | ----------------- | -------- | ----------------- | ------- |
| Prato            | Bozen             | Prato    | Bolzano           |         |
| Prato            | Bozen             | 25 - 17  | 24 - 20           |         |
| Rovereto         | Haenna            | Rovereto | Enna              |         |
| Rovereto         | Haenna            | 22 - 18  | 20 - 17           |         |
| Pallamano Rimini | Olimpia La Salle  | Rimini   | Torre del Greco   |         |
| Pallamano Rimini | Olimpia La Salle  | 35 - 25  | 18 - 18           |         |
| Fondi            | Città Sant'Angelo | Fondi    | Città Sant'Angelo | Fondi   |
| Fondi            | Città Sant'Angelo | 18 - 17  | 19 - 23           | 28 - 29 |

## Campioni
| Campione d'Italia 1988-1989 |
| --------------------------- |
| Ortigia Siracusa 3º titolo  |